# 松田鉄蔵
松田 鉄蔵（旧字体：松󠄁田 鐵藏、まつだ てつぞう、1900年（明治33年）12月30日 - 1974年（昭和49年）10月30日）は、大正・昭和期の漁業経営者、政治家。衆議院議員。

## 経歴
北海道余市郡余市町で生まれた。兄弟で合資会社松田漁業を設立し、紋別地区の総支配人となる。1936年（昭和11年）衆議院議員木下成太郎の配下となった。紋別町会議員に選出された。
1949年（昭和24年）1月、第24回衆議院議員総選挙で北海道第5区から民主自由党所属で出馬して初当選。以後、第30回総選挙まで連続7回の当選を果たした。1967年（昭和42年）1月の第31回総選挙では次点で落選し、政界を引退した。この間、第2次鳩山一郎内閣・北海道開発政務次官、北海道開発審議会委員、豪雪地帯対策審議会委員、民主自由党幹事、同党北海道紋別地方支部長、自由党総務、同顧問、日本民主党総務、民主自由党国会対策副委員長、同総務会副会長、同水俣病対策特別委員長などを務めた。紋別港の拡張計画の実現、漁業災害補償法の制定などに尽力した。
その他、丸北運輸倉庫代表取締役、松田漁業代表取締役、紋別港湾荷役代表取締役、土崎冷蔵社長、太成漁業取締役会長、松田水産取締役社長、紋別港湾期成会長なども務めた。